# کنتا موکوهارا
کنتا موکوهارا (انگلیسی: Kenta Mukuhara؛ زادهٔ ۶ ژوئیهٔ ۱۹۸۹) بازیکن فوتبال اهل ژاپن است.
از باشگاه‌هایی که در آن بازی کرده‌است می‌توان به باشگاه فوتبال سرزو اوساکا و باشگاه فوتبال توکیو اشاره کرد.